# 下渡街道
下渡街道是中国福建省福州市仓山区下辖的一个街道，地处仓山区东南部。

## 行政区划
下渡街道现辖5个社区：
港头社区、港垱社区、藤山社区、龙津社区、下藤社区和银桥社区。